# 마이클 신
마이클 신(Michael Sheen, OBE, 1969년 2월 5일 ~ )은 영국 웨일스의 배우이다.

## 출연 작품
- 《타임라인》 - 토드 올리버 역
- 《언더월드: 라이칸의 반란》 - 루시안 역
- 《더 퀸》
- 《메리 라일리》
- 《미드나잇 인 파리》- 폴 역
- 《거울 나라의 앨리스》 - 토끼 역
- 《패신저스》- 아서 역
- 《브레이킹 던 part 1, part 2》 - 아로 역
- 《닥터 두리틀》 - 머드플라이 역

## 서훈
- 2009년 대영제국 훈장 4등급(OBE) 수훈[1]